# Медівник австралійський
Медівни́к австралійський (Philemon citreogularis) — вид горобцеподібних птахів родини медолюбових (Meliphagidae). Мешкає в Австралії та на півдні Нової Гвінеї.

## Опис
Довжина птаха становить 25-30 см, вага 67 г. Самці дещо більші за самиць, однак забарвлення у них подібне.
Австралійські медівники відрізняються від інших медівників відсутністю гребня на дзьобі. Під очима плями голої шкіри синього кольору (з сіми або чорним відтінком), які розширюються на щоках. Верхня частина голови і верхня частина тіла темно-сіро-коричневі. На потилиці тьмяно-біла бахрома, що переходить у широкі плями на бічних сторонах шиї. На підборідді тонкі, шовковисті, білі пера зі сріблясто-білими смужками, що продовжуються на грудях. Нижня частина тіла світло-сіра. Дзьоб чорний, вигнутий, очі темно-карі, лапи блакитнувато-чорні. Хвіст прямокутної форми, на кінчиках стернових пер світлі плямки.
Молоді австралійські медівники мають більш бліде забарвлення, шкіра на обличчі світліша. Підборіддя, горло, іноді верхня частина грудей мають жовтуватий відтінок, збоку на грудях жовті плями.

## Підвиди
Виділяють три підвиди:
- P. c. papuensis Mayr & Rand, 1935 — південь Нової Гвінеї;
- P. c. sordidus (Gould, 1848) — північ Австралії;
- P. c. citreogularis (Gould, 1837) — схід Австралії.

## Поширення і екологія
Австралійські медівники поширені на півдні Нової Гвінеї, у саванах та луках Транс-Флаю, а також на півночі і сході Австралії, від Брума в Західній Австралії до південного сходу Південної Австралії. Вони живуть в сухих тропічних лісах і саванах, а також у вологих тропічних і мангрових лісах, в чаганикових заростях і парках. Віддають перевагу більш вологим районам, в посушливих місцях мешкають лише поблизу водойм.

## Поведінка
Австралійські медівники зустрічаються поодинці, парами або невеликими зграйками. Іноді вони приєднуються до змішаний зграй птахів. Живляться переважно нектаром, плодами, безхребетними, іноді квітками і насінням. Австралійські медівники є моногамними. Сезон розмноження триває з липня по лютий. Гніздо чашоподібне, глибоке, зроблене з рослинних волокон, кори, трави, павутиння і шерсті. Воно розміщується на дереві над водою, на висоті від 2 до 10 м над землею. В кладці 2-3 яйця розміром 20×27 мм. Вони мають каштанове забарвлення і поцятковані рожевуватими або червонуватими плямками. За сезон може вилупитися два виводки. Насиджує лише самиця. Інкубаційний період триває 13 днів. Австралійські медівники іноді стають жертвами гніздового паразитизму великого коеля.

## Галерея

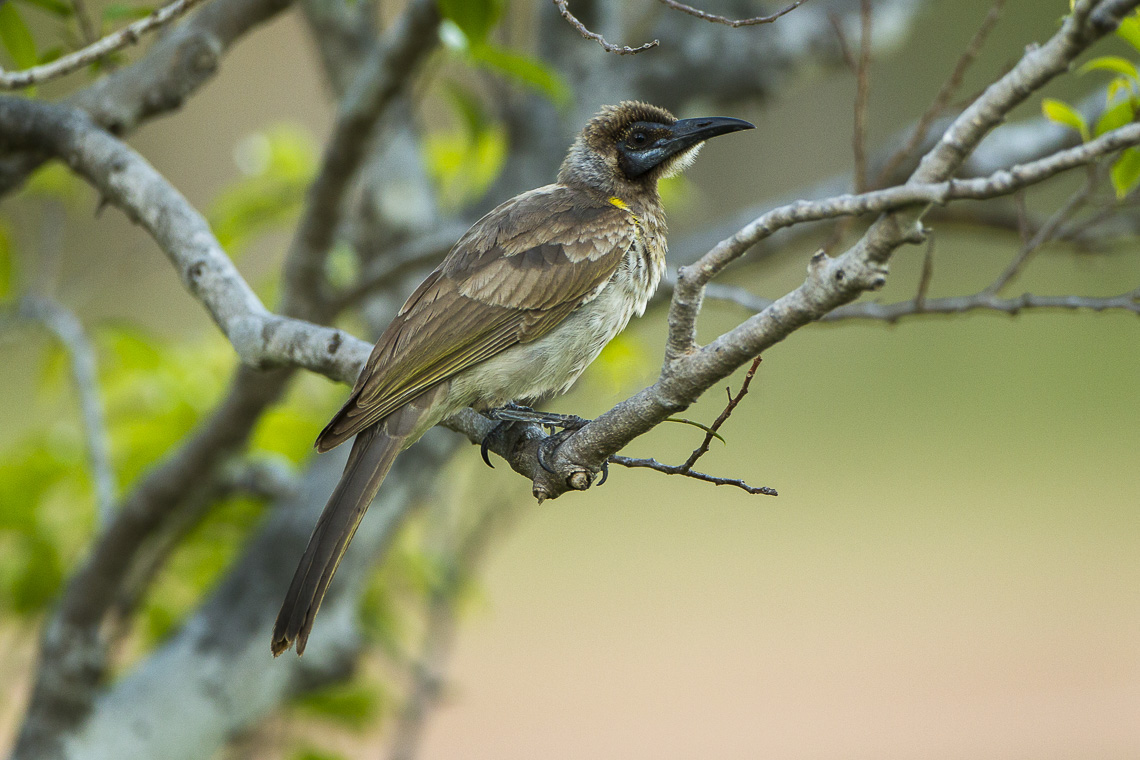
Австралійський медівник
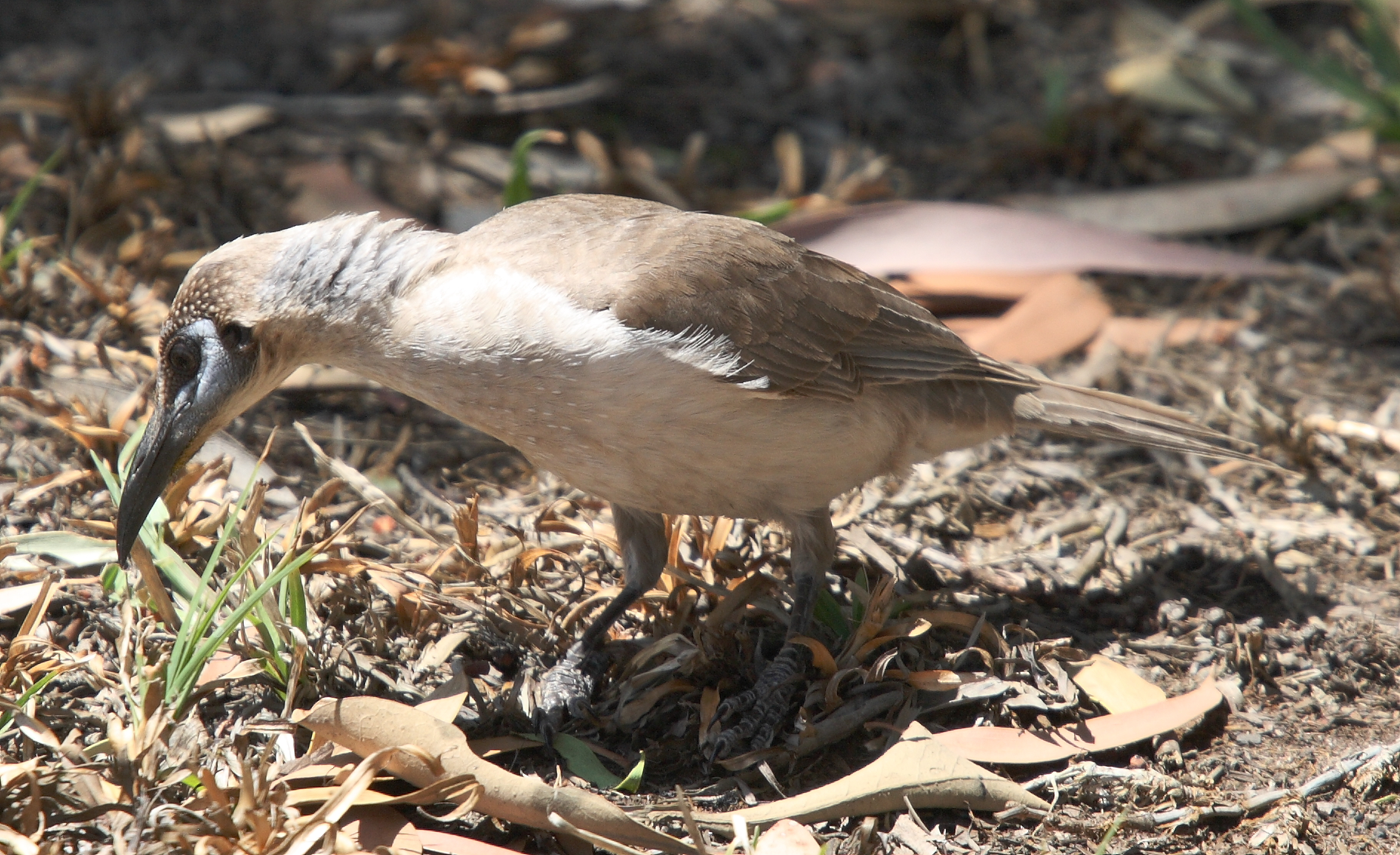
Австралійський медівник